# Kate Shoemaker
Pour les articles homonymes, voir Shoemaker.
Kate Shoemaker (née le 25 août 1987 à Eagle (Idaho)) est une cavalière handisport américaine de dressage.

## Biographie
Shoemaker souffre de lésions de la substance blanche dues à une ischémie périventriculaire provoquant un dysfonctionnement du contrôle moteur, une faiblesse musculaire et des spasmes du côté droit de son corps.
Passionnée des chevaux dès l'enfance, sa famille, qui n'est pas dans le milieu de l'équitation, lui permet de pratiquer l'équitation à 14 ans. Elle commence la compétition avec les valides en 2000 puis dans le para-dressage aux Championnats nord-américains de la jeunesse 2015 dans les épreuves individuelles de reprise libre et général.
Elle est vétérinaire équine et dirige son propre cabinet, Velocity Equine Sports Medicine, à Wellington (Floride).

## Carrière
Shoemaker fait ses débuts aux Jeux équestres mondiaux de 2018 et remporte une médaille de bronze dans l'épreuve individuelle de reprise libre de niveau 4. Elle participe de nouveau  aux Championnats du monde FEI d'équitation 2022 où elle remporte une médaille d'argent dans l'épreuve individuelle de reprise libre de niveau IV et une médaille de bronze dans l'épreuve de para-dressage par équipe.
Shoemaker représente les États-Unis aux Jeux paralympiques d'été de 2020 et remporte une médaille de bronze dans l'épreuve par équipe, aux côtés de Rebecca Hart et Roxanne Trunnell.